# Cyclosa onoi
Cyclosa onoi är en spindelart som beskrevs av Akio Tanikawa 1992. Cyclosa onoi ingår i släktet Cyclosa och familjen hjulspindlar. Inga underarter finns listade i Catalogue of Life.